# Joker Out
Joker Out је љубљанска поп-рок група која наступа од 2016. године. Представљали су Словенију на Песми Евровизије 2023. у Ливерпулу, у Уједињеном Краљевству.

## Историја

### 2016—2021: Почетак и
Бенд је основан у мају 2016. по распаду групе Apokalipsa у којој су наступали Бојан Цвјетићанин, Мартин Јуркович, Матиц Ковачич и Лука Шкерлеп. Троје од њих — Цвјетићанин, Јуркович и Ковачич су се удружили са Крисон Гуштином и Јаном Петехом из групе Buržuazija и настао је Joker Out. Њихов први јавни наступ је био на Фестивалу на Гају (21. маја). У новембру исте године су издали свој први сингл „Kot srce, ki kri poganja” за који су снимили и музички видео. Неколико дана касније, 10. новембра, имали су свој први предтакмичарски наступ у Шпил лиги. У даљим месецима су наступили на Бежироку (17. новембра), Шубафесту (2. децембра), концерту Big Foot Mama у Домжалаху као предгрупа (23. децембра), у полуфиналу Шпил лиге (21. априла 2017), финалу битке бендова на кампусу Љубљанског универзитета (25. априла) и на Вичстоку (5. маја). Такмичили су се за наступ у финалу турнеје Volkswagen Rocks. У финалу Шпил лиге 17. јуна 2017, постали су победници њене 4. сезоне. У новембру 2017. је изашао њихов други сингл „Omamljeno telo”. Дана 8. децембра 2017. су наступили на Ритму младости у Арени Стожице. На лето 2018. су имали више наступа.
Њихов следећи сингл „Gola”, њихова прва сарадња са продуцентом Жаретом Паком, је изашао 12. септембра 2019. Пре тога су имали паузу од око 8 месеци, што је била последица жеље Цвјетићанина да се окуша у соло каријери (такође, његова уметничка визија се разликовала од Гуштина, другог аутора бенда), али је на крају схватио да је прикладнији рад у групи. У лето 2019. наступали су на Шкис пијаци и на фестивалима ШВИЦ и Жирфест. Дана 2. новембра имали су први потпуно самостални концерт, и то у Љубљанском граду, а у децембру су поново наступили на Ритму младости.
Песму „Gola” је у марту 2020. године следио четврти сингл „Vem, da greš”, „Umazane misli” (октобар 2020) и потом „A sem ti povedal” (јул 2021). Јуре Мачек заменио је бубњара Матића Ковачича између издања „Umazane misli” и „A sem ti povedal”. Песма „Umazane misli” је изведена на првом фестивалу Фришно/Фреш за нову словеначку музику који је одржан 1. октобра 2021. Публика је песму изабрала као најбољу словеначку песму 2021. године. Њихов први албум Umazane misli је објављен у октобру 2021 године. Првобитно је требао да буде објављен у априлу 2020. године, али је то одложено због пандемије ковида 19. Албум је представљен на концертима 20. и 21. октобра 2021. у Цветличану, који су распродати још у лето 2020. Други концерт је преносила RTV Slovenija. У те две године су добили две Злата пишчал награде: 2020. за најбоље нове извођаче године, а 2021. за најбоље извођаче године.

### 2022 и 2023:и Песма Евровизије 2023.
У априлу 2022. су објавили спот за последњи сингл са свог првог албума „Barve oceana”. Дана 12. маја су поново добили награду Злата пишчали за извођаче године. У јулу наступају на фестивалу Exit на Visa Fusion бини. Дана 31. августа су издали свој други албум Demoni са најавом сингла „Katrina”. Албум је презентован 9. септембра у Крижанкама. Дана 10. октобра су на Instagram-у објавили да басиста Мартин Јуркович напушта групу због студија у иностранству и да настављају рад као квартет, али их на наступима прати Наце Јордан. Песму „Katrina” је крајем октобра следио спот за песму „Демони”, њихов први сингл на српском, што је и њихово прво издање усмерено ка тржишту бивше Југославије.
Дана 8. децембра 2022, RTV Slovenija је објавила да ће Joker Out представљати Словенију на Песми Евровизије 2023. у Ливерпулу, у Уједињеном Краљевству. Њихова песма је објављена 4. фебруара 2023. године.

## Чланови
Тренутни
- Бојан Цвјетићанин - вокал
- Јуре Мачек - бубњеви
- Крис Гуштин - гитара
- Јан Петех - гитара
- Наце Јордан – бас гитара

Бивши
- Матић Ковачич - бубњеви
- Мартин Јуркович - бас гитара

## Дискографија

### Албуми
- (2021)
- (2022)

### Синглови
| Година   | Наслов | Албум |
| -------- | ------ | ----- |
| 2016.    |        | —     |
| 2017.    |        |       |
| 2019.    |        |       |
| 2020.    |        |       |
|          |        |       |
| 2021.    |        |       |
| 2022.    |        |       |
|          |        |       |
| „Демони” |        |       |

## Награде
| Награда      | Година | Категорија       | Рад        | Исход      |
| ------------ | ------ | ---------------- | ---------- | ---------- |
| Злата пишчал | 2020.  | Песма године     |            | Номинација |
| Злата пишчал | 2020.  | Новајлије године | Joker Out  | Освојено   |
| Злата пишчал | 2021.  | Извођач године   | Joker Out  | Освојено   |
| Злата пишчал | 2022.  | Извођач године   | Joker Out  | Освојено   |
| Злата пишчал | 2022.  | Песма године     |            | Номинација |
| Злата пишчал | 2022.  | Песма године     | Номинација |            |
| Злата пишчал | 2022.  | Албум године     |            | Номинација |